# Halowe Mistrzostwa Polski Seniorów w Lekkoatletyce 2011
55. Halowe Mistrzostwa Polski Seniorów w Lekkoatletyce – zawody lekkoatletyczne, rozegrane w hali Centralnego Ośrodka Sportu w Spale 19 i 20 lutego 2011 roku.
Medaliści biegu na 400 metrów uzyskali automatyczną kwalifikację do składu reprezentacji Polski na halowe mistrzostwa Europy w biegu rozstawnym 4 × 400 metrów.
Podczas biegów na 60 metrów dokonywano oficjalnego pomiaru czasu na 50 metrze (za pomocą osobnej kamery fotofiniszu). Wśród kobiet ustanowiono 3 rekordy Polski na 50 metrów (poprzedni – 6,39 ustanowiła w 1972 Irena Szewińska): w pierwszym biegu eliminacyjnym Marice Popowicz zmierzono czas 6,36, wynik ten poprawiła o jedną setną sekundy 9 minut później w trzecim biegu Daria Korczyńska, w finale Popowicz odzyskała rekord uzyskując 6,33 sekundy.

## Rezultaty

### Mężczyźni
| Konkurencja:              | 1. miejsce                                   | Rezultat     | 2. miejsce                                                                     | Rezultat     | 3. miejsce                                   | Rezultat     |
| Bieg na 60 m              | Olaf Paruzel AZS-AWF Katowice                | 6,70 PB      | Dariusz Kuć KS AZS AWF Kraków                                                  | 6,71 =SB     | Robert Kubaczyk AZS Poznań                   | 6,73 SB      |
| Bieg na 200 m             | Kamil Kryński KS Podlasie Białystok          | 21,50        | Robert Kubaczyk AZS Poznań                                                     | 21,82        | Kamil Masztak WKS Grunwald Poznań            | 21,89        |
| Bieg na 400 m             | Marcin Marciniszyn WKS Śląsk Wrocław         | 47,57        | Łukasz Krawczuk WKS Śląsk Wrocław                                              | 47,76        | Marcin Sobiech AZS-AWF Warszawa              | 48,08        |
| Bieg na 800 m             | Adam Kszczot RKS Łódź                        | 1:48,0       | Artur Ostrowski TS Olimpia Poznań                                              | 1:49,8       | Marcin Nagórek KS Agros Zamość               | 1:53,3       |
| Bieg na 1500 m            | Mateusz Demczyszak WKS Śląsk Wrocław         | 3:41,01 PB   | Bartosz Nowicki WKS Śląsk Wrocław                                              | 3:41,42      | Łukasz Parszczyński KS Podlasie Białystok    | 3:41,76 SB   |
| Bieg na 3000 m            | Łukasz Parszczyński KS Podlasie Białystok    | 7:57,66      | Mateusz Demczyszak WKS Śląsk Wrocław                                           | 7:58,67 PB   | Hubert Pokrop WKS Grunwald Poznań            | 8:00,14 PB   |
| Bieg na 60 m przez płotki | Dominik Bochenek SL WKS Zawisza Bydgoszcz    | 7,74 SB      | Artur Noga KS Warszawianka W-wa                                                | 7,79         | Mariusz Kubaszewski SL WKS Zawisza Bydgoszcz | 7,90         |
| Chód na 5000 m            | Rafał Augustyn WKS Śląsk Wrocław             | 19:35,65 SB  | Rafał Fedaczyński AZS-AWF Katowice                                             | 19:49,85 PB  | Rafał Sikora niestowarzyszony                | 19:53,22 PB  |
| Skok wzwyż                | Wojciech Theiner AZS-AWF Katowice            | 2,22         | Robert Wolski MKLA Łęczyca Konrad Owczarek AZS KU Politechniki Opolskiej Opole | 2,18         |                                              |              |
| Skok o tyczce             | Paweł Wojciechowski SL WKS Zawisza Bydgoszcz | 5,70         | Robert Sobera KS AZS AWF Wrocław                                               | 5,20 =PB     | Piotr Lisek TS Olimpia Poznań                | 5,10 =PB     |
| Skok w dal                | Konrad Podgórski AZS-AWF Biała Podlaska      | 7,79 SB      | Krzysztof Uwijała MKS Sambor Tczew                                             | 7,66         | Łukasz Masłowski SL WKS Zawisza Bydgoszcz    | 7,60 PB      |
| Trójskok                  | Adrian Świderski WKS Śląsk Wrocław           | 16,63        | Krzysztof Uwijała MKS Sambor Tczew                                             | 15,79        | Jakub Daroszewski BKS Bydgoszcz              | 15,70 PB     |
| Pchnięcie kulą            | Rafał Kownatke LKS Ziemi Puckiej Puck        | 19,18 SB     | Kamil Zbroszczyk KKL Kielce                                                    | 18,69 PB     | Mateusz Mikos KS AZS AWF Kraków              | 18,49 SB     |
| Siedmiobój                | Jacek Nabożny KS AZS AWF Wrocław             | 5589 pkt. PB | Dawid Pyra KS AZS AWF Wrocław                                                  | 5492 pkt. SB | Szymon Czapiewski SL WKS Zawisza Bydgoszcz   | 5433 pkt. PB |

### Kobiety
| Konkurencja:              | 1. miejsce                                | Rezultat     | 2. miejsce                                       | Rezultat     | 3. miejsce                                 | Rezultat     |
| Bieg na 60 m              | Marika Popowicz SL WKS Zawisza Bydgoszcz  | 7,33 SB      | Daria Korczyńska WKS Śląsk Wrocław               | 7,40         | Anna Kiełbasińska AZS-AWF Warszawa         | 7,41 =PB     |
| Bieg na 200 m             | Anna Kiełbasińska AZS-AWF Warszawa        | 23,62 PB     | Weronika Wedler KS AZS AWF Wrocław               | 23,85 SB     | Marika Popowicz SL WKS Zawisza Bydgoszcz   | 23,89 SB     |
| Bieg na 400 m             | Joanna Linkiewicz KS AZS AWF Wrocław      | 54,97 PB     | Joanna Jóźwik KKS Victoria Stalowa Wola          | 55,35        | Tina Polak AZS-AWF Katowice                | 55,51        |
| Bieg na 800 m             | Renata Pliś MKL Maraton Świnoujście       | 2:04,44 PB   | Sylwia Ejdys WKS Śląsk Wrocław                   | 2:04,45      | Danuta Urbanik KKS Victoria Stalowa Wola   | 2:04,79 PB   |
| Bieg na 1500 m            | Danuta Urbanik KKS Victoria Stalowa Wola  | 4:25,66      | Lidia Chojecka KS Warszawianka W-wa              | 4:26,69      | Katarzyna Broniatowska KS AZS AWF Kraków   | 4:26,88      |
| Bieg na 3000 m            | Sandra Michalak MKS-MOS Płomień Sosnowiec | 9:25,74 PB   | Katarzyna Broniatowska KS AZS AWF Kraków         | 9:25,90 PB   | Aleksandra Jakubczak KS Agros Zamość       | 9:26,90 PB   |
| Bieg na 60 m przez płotki | Urszula Bhebhe AZS AWF Warszawa           | 8,43 PB      | Marta Chrust-Rożej KS AZS AWF Wrocław            | 8,45         | Karolina Jaroszek RLTL ZTE Radom           | 8,51 PB      |
| Chód na 3000 m            | Agnieszka Dygacz AZS-AWF Katowice         | 12:56,76 PB  | Katarzyna Kwoka CWKS Resovia Rzeszów             | 13:11,36 SB  | Paulina Buziak OTG Sokół Mielec            | 13:20,72 SB  |
| Skok wzwyż                | Kamila Stepaniuk KS Podlasie Białystok    | 1,88 SB      | Urszula Domel KS AZS AWF Wrocław                 | 1,86 PB      | Justyna Kasprzycka KS AZS AWF Wrocław      | 1,84 PB      |
| Skok o tyczce             | Anna Rogowska SKLA Sopot                  | 4,61         | Karmen Bunikowska AZS-AWFiS Gdańsk               | 4,20 =PB     | Agnieszka Wrona KKL Kielce                 | 4,20 PB      |
| Skok w dal                | Małgorzata Trybańska KS AZS AWF Kraków    | 6,61 SB      | Teresa Dobija AZS Łódź                           | 6,50 PB      | Małgorzata Reszka SL WKS Zawisza Bydgoszcz | 6,35 PB      |
| Trójskok                  | Małgorzata Trybańska KS AZS AWF Kraków    | 13,68        | Martyna Bielawska KS Podlasie Białystok          | 13,57 PB     | Katarzyna Płonka KS AZS AWF Kraków         | 13,34 PB     |
| Pchnięcie kulą            | Paulina Guba OKS Start Otwock             | 16,41        | Aldona Magdalena Żebrowska KS Podlasie Białystok | 15,86        | Anna Wloka LUKS Podium Kup                 | 15,42 PB     |
| Pięciobój                 | Kamila Chudzik AZS-AWFiS Gdańsk           | 4325 pkt. SB | Zuzanna Leszczyńska AZS-AWFiS Gdańsk             | 3898 pkt. PB | Izabela Mikołajczyk WLKS Wrocław           | 3882 pkt. PB |